# Sudejki
Sudejki (lit. Sudeikiai) – miasteczko na Litwie, położone w okręgu uciańskim w rejonie uciańskim, siedziba starostwa Sudejki, 11 km na północny wschód od Uciany, 407 mieszkańców (2001). 
Znajduje się tu kościół katolicki z pocz. XIX wieku, szkoła podstawowa, poczta, ośrodek kultury i kemping. 
Od 2002 roku miejscowość posiada własny herb nadany dekretem Prezydenta Republiki Litewskiej.